# Gare de Rákosszentmihály
La gare de Rákosszentmihály (en hongrois : Rákosszentmihály vasútállomás) est une gare ferroviaire secondaire de Budapest. 